# Chone rosea
Chone rosea är en ringmaskart som beskrevs av Hartmann-Schröder 1965. Chone rosea ingår i släktet Chone och familjen Sabellidae. Inga underarter finns listade i Catalogue of Life.